# Hart am Limit
Hart am Limit (Originaltitel: Torque) ist ein US-amerikanischer Actionfilm des Regisseurs Joseph Kahn aus dem Jahr 2004. Die Handlung spielt in der Motorradszene.

## Handlung
Der Motorradfahrer Cary Ford kehrt nach Kalifornien zurück, um sich mit seiner Freundin Shane zu versöhnen. Einige Monate zuvor musste sich der Geschwindigkeitsfanatiker nach Thailand absetzen, weil er die Maschinen des skrupellosen Dealers Henry James, Anführer der „Hellions“, hatte verschwinden lassen.
Der Film beginnt mit einem Autorennen, das mitten in der Wüste stattfindet. Der Motorradfahrer Cary Ford gerät in die Strecke und überholt schließlich die Fahrer. Anschließend hält er an einem ‘‘Diner‘‘, der seiner früheren Freundin Shane gehört. An der Wand hängt ein Bild, auf denen Cary und Shane zu sehen sind, als sie noch zusammen waren, Cary nimmt das Bild an sich. Als er das „Diner“ verlässt, wird er von den beiden Autofahrern in einen Kampf verwickelt, den Ford gewinnt.
Danach trifft sich Ford mit seinen Freunden Dalton und Val. Sie fahren zurück in die Stadt zu einer Motorradparty. Unterwegs kommt es zu einer Auseinandersetzung mit einer größeren Gang, den „Reapers“. Sie wird angeführt von Trey und seinem Bruder Junior. Nach einer Verfolgungsjagd stellen sie Ford zur Rede und sagen ihm, dass sie, wenn er nicht damit aufhört, Motorräder der Gangs zu stehlen, ihn umbringen. Sie werden von der Polizei gestört, und die Auseinandersetzung löst sich auf.
Bei einer Bikerparty besucht Ford Shane in ihrer Werkstatt. Sie werden von den „Hellions“ gestört. Henry James erscheint mit seiner Freundin China und seiner „rechten Hand“ Luther. Henry bedroht Ford, da er ihm Motorräder gestohlen hat, in denen Drogen versteckt waren. Ford sagt, dass er das tun musste, um Rechnungen und sein eigenes Motorrad zu bezahlen.
Ford, seine Freunde sowie Shane kommen an einem Nachtclub an, einem Treffpunkt vieler Rocker. Es kommt zu einer Konfrontation der drei Gangs. Junior flüchtet und versteckt sich auf der Toilette des Clubs. Dort befinden sich bereits Henry, China und Luther, die Junior zur Rede stellen. Junior schuldet Henry noch Geld aus einem Drogengeschäft. Er bittet Henry noch um Geduld, um das Geld in Kürze zurückzuzahlen. Dieser lässt sich nicht umstimmen und stranguliert Junior mit einer Motorradkette. Währenddessen fahren Ford, Shane und seine Freunde und übernachten in einem Motel. Ford und Shane reden lange zusammen und nähern sich langsam wieder an.
Der Tatort wird inzwischen von zwei FBI-Mitarbeitern untersucht, der Agentin Henderson, und ihrem Partner McPherson. Sie übernehmen den Fall und wollen den Mörder Juniors finden. China meldet sich als Zeugin und sagt, dass sie gesehen habe, wie Ford Junior getötet hat. Trey hört davon und beauftragt seine Gang, Ford zu finden und zu töten.
Am nächsten Tag fahren Ford und seine Gang zu einem Restaurant. Shane sieht dort im Fernsehen, dass Ford als Mörder gesucht wird. Shane berichtet Ford und alle flüchten aus dem Restaurant. Kurz danach kommen die „Reapers“ vorbei, die ihnen sofort hinterherjagen. Ford fährt in einen Palmenwald, wo sich die Gang trennt. Ford fährt aus dem Wald in die Wüste und dort einem Eisenbahnzug hinterher. Über eine Rampe gelangt er auf das Dach der Waggons, Trey fährt ihm hinterher. Bei der anschließenden Verfolgungsjagd fahren beide schließlich vor dem Zug her. Trey baut einen Unfall und wird zwischen Schienen und Motorrad eingeklemmt. Ford kehrt um und kann Trey rechtzeitig befreien, allerdings wird dabei Treys Maschine völlig zerstört. Ford kann ihm durch den hindurchfahrenden Zug erklären, dass er unschuldig ist. Trey nimmt sich Fords Motorrad und flüchtet. Später holt Shane Ford ab, und die Vier treffen sich wieder.
Von einer Tankstelle aus ruft Ford den FBI-Agenten McPherson an und beteuert seine Unschuld. Er glaubt ihm nicht, allerdings glaubt ihm die Agentin Henderson. Die vier schieben ihre Motorräder heimlich in einen Truck, der einen Sportwagen transportiert. Kurz danach treffen die Agenten ein. Am nächsten Morgen wird der Truck von der Polizei angehalten. Als die Vier dies bemerken, rasen Ford und Shane mit dem Wagen von der Ladefläche des Trucks, während Val und Dalton mit ihren Motorrädern fahren. Die FBI-Agenten und Trey verfolgen sie. Während der Fahrt wechselt Ford auf Vals Bike und Val fährt weiter mit Shane im Auto. Während der Verfolgungsjagd bauen die Agenten einen Unfall und landen schließlich auf dem Dach. Trey kollidiert mit Ford. Mit vorgehaltener Waffe erklärt Ford Trey nochmals, dass er unschuldig am Tod seines Bruders ist. Trey glaubt ihm. Ford vermutet, dass Henry beide gegeneinander ausspielen will. Er übergibt die von Henry gestohlenen Motorräder an Trey.
Ford flüchtet zu Shanes Werkstatt. Dort ruft er seine Freunde an und bittet sie zu kommen, damit sie zusammen mit Trey das weitere Vorgehen besprechen. Dort werden sie von den FBI-Agenten festgenommen und Henderson verlangt eine Erklärung, warum Ford unschuldig ist. Nach seiner Erklärung schießt McPherson Henderson nieder, da er für Henry und seine Gang arbeitet. Henry, China und Luther treffen ein, sie haben Val, Dalton und Shane gefangen. Ford bietet an, die Motorräder wieder zurückzugeben. Henry plant aber Ford und Trey zu töten, da er seine Schuld an Juniors Tod zugegeben hat. Es gibt einen längeren Kampf in dessen Verlauf Trey Luther schließlich tötet. Henry und China flüchten aus der Werkstatt. Ford und Trey befreien die anderen und zusammen verlassen sie die Werkstatt. Kurz bevor ihnen dies gelingt, erhebt sich Henderson wieder und sagt zu McPherson, dass sie eine kugelsichere Weste hat. Vor der Werkstatt trifft China auf Shane, beide kämpfen auf ihren Motorrädern. Shane tötet schließlich China, als sie sie von ihrem Motorrad kickt und sie durch die Windschutzscheibe eines Autos fliegt.
Ford und Henry jagen sich gegenseitig auf ihren Motorrädern. Henry schießt auf die Spur heraustropfenden Benzins, woraufhin sich der Treibstoff entzündet. Beide fahren immer schneller um nicht in die Flammen zu geraten. Ford fährt auf eine Rampe, dreht einen Salto und landet auf Henrys Motorrad. Durch den Unfall abgebremst, werden sie von den Flammen erreicht, und es entsteht eine Explosion, bei der Ford weg geschleudert wird und Henry stirbt. Shane holt ihn ab und sie kehren zur Werkstatt zurück. Am Schluss sind Shane und Ford wieder zusammen und die vier fahren zusammen mit Vals Freundin Nina in den Urlaub.

## Hintergrund
- Der englische Originaltitel Torque bedeutet übersetzt Drehmoment.
- Zu Beginn des Films liefert sich Ford auf seinem Motorrad ein Rennen mit zwei Autos. Als er an diesen vorbeirauscht, kommt er an einem Straßenschild vorbei, das sich daraufhin zu drehen beginnt. Anstelle der langen Straßennamen sind durch die Drehung nur noch die Buchstaben in der Mitte zu sehen, welche die Worte „cars suck“ bilden und so viel wie „Autos sind Scheiße“ bedeuten. Dies ist nicht nur auf die zwei abgehängten Autos gemünzt, sondern auch eine Anspielung auf die Filme der The-Fast-and-the-Furious-Reihe, die ebenso von Neal H. Moritz produziert wurden.
- Eine weitere Anspielung findet sich ebenfalls am Anfang des Films bei der Verfolgungsjagd, als den Fahrern zuerst ein roter Wagen und einige Augenblicke später ein alter Truck entgegenkommt. Diese Szene zielt auf Steven Spielbergs Film „Duell“.
- Im Originalton sagt Ford den Satz „I live my life a quarter mile at a time“, eine weitere Anspielung auf The Fast and the Furious, da Vin Diesel dort die exakt selben Worte gebrauchte. In der deutschen Synchronisation sagt er „Ich lebe für die nächste Kurve“.
- Der von Ice Cube im Originalton an den FBI-Agenten gerichtete Satz „Fuck the Police“ ist eine Anspielung auf den bekannten Titel „Fuck tha Police“ seiner ehemaligen Hip-Hop-Gruppe N.W.A, der aufgrund provokanter Textzeilen tatsächlich eine Reaktion des FBI verursachte. In der deutschen Synchronisation sagt er „Scheiß auf die Bullen“.
- Der Regisseur Joseph Kahn hat einen kurzen Gastauftritt: Er ist als Fahrgast im Zug zu sehen.
- Auf der Biker Party erscheint kurz Jesse James im Laden von Shane und möchte eine Motorradfelge kaufen.
- Das gezeigte Superbike ist keine Erfindung der Filmmacher: Es handelt sich um das „MTT Turbine Superbike“ der Firma Marine Turbine Technologies, welches anstelle üblicher Motoren von einer Gasturbine angetrieben wird, die üblicherweise in Hubschraubern Verwendung findet.
- Die Produktionskosten betrugen schätzungsweise 40 Millionen US-Dollar. Der Film spielte in den Kinos der USA ca. 21,2 Millionen US-Dollar und weltweit 46,5 Millionen US-Dollar ein.[3]
- Der Film wurde komplett in Kalifornien gedreht.[4]

## Deutsche Synchronfassung
| Darsteller       | Deutscher Sprecher | Rolle               |
| ---------------- | ------------------ | ------------------- |
| Martin Henderson | Frank Schaff       | Cary Ford           |
| Jaime Pressly    | Cathlen Gawlich    | China               |
| Jay Hernández    | Norman Matt        | Dalton              |
| Jerry Winsett    | Tom Deininger      | Farmer              |
| Justina Machado  | Ghadah Al-Akel     | FBI-Agent Henderson |
| Adam Scott       | Oliver Rohrbeck    | FBI-Agent McPherson |
| Matt Schulze     | Thomas Nero Wolff  | Henry James         |
| Fredro Starr     | Julien Haggége     | Junior Wallace      |
| Dane Cook        | Boris Tessmann     | Neil Luff           |
| Christina Milian | Sonja Spuhl        | Nina                |
| Monet Mazur      | Tanja Geke         | Shane               |
| Ice Cube         | Tobias Meister     | Trey                |
| Will Yun Lee     | Tommy Morgenstern  | Val                 |

## Kritiken
- Das Lexikon des internationalen Films schrieb, der Film sei „auf Rasanz getrimmt“. Er sei ein „infantiler B-Film“, die Darstellungen seien „dilettantisch“ und würden „künstlich“ wirken.[6]

- Pierre Vlček auf Willscheck.de meint „…wider Erwarten bringt der vermeintliche Proletenfilm Torque (Drehmoment!) verdammt viel Spaß und ist einer der besten A-grade-B-Filme, den ich kenne“.[7]

- Die Zeitschrift Motorrad beschrieb Hart am Limit als „Motorradfilm, der seiner qualitativen Unterbietung noch harrt“.[8]

## Auszeichnungen
Hart am Limit wurde ebenso wie The Punisher bei den Taurus Awards 2005 mit jeweils vier Nominierungen am häufigsten nominiert. Dabei wurde mit Hart am Limit in der Kategorie Bester Stunt eines Mannes eine Filmproduktion erstmals dreimal in derselben Kategorie nominiert. Darüber hinaus wurde der Film in der Kategorie Bester Spezialstunt nominiert.